# Daun-Falkenstein

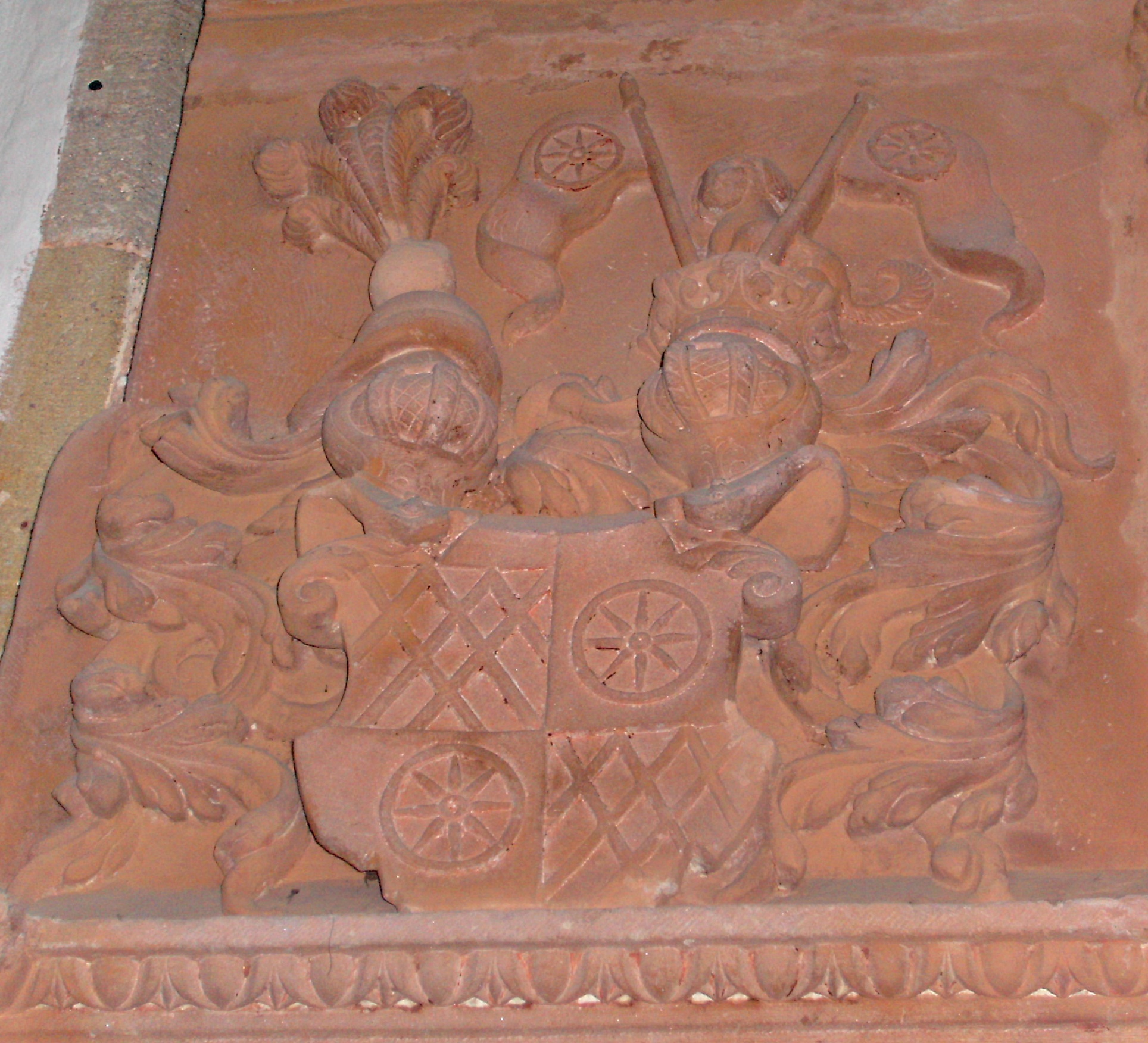
Wappen der Herren zu Daun-Falkenstein, Detail vom Familienepitaph in der Kirche Rockenhausen-Marienthal

Die Daun-Falkenstein waren Nachkommen des Adelsgeschlechtes der Daun-Oberstein und Besitzer der Grafschaft Falkenstein. Die Linie Daun-Falkenstein der Familie von Daun blühte im 16. und 17. Jahrhundert und erlosch im Jahr 1682 im Mannesstamm. Die Familie führte ein Wappen geviert aus den Wappen von Daun (Gitter) und von Falkenstein (Rad).

## Geschichte
Die Herren von Daun-Oberstein waren ein Zweig des Adelsgeschlechtes der Stein in Idar-Oberstein im heutigen Rheinland-Pfalz. Nach dem Erwerb der Herrschaft Falkenstein und der Erhebung Wirichs V. in den Grafenstand im Jahr 1518 spricht man von der Linie Daun-Falkenstein.

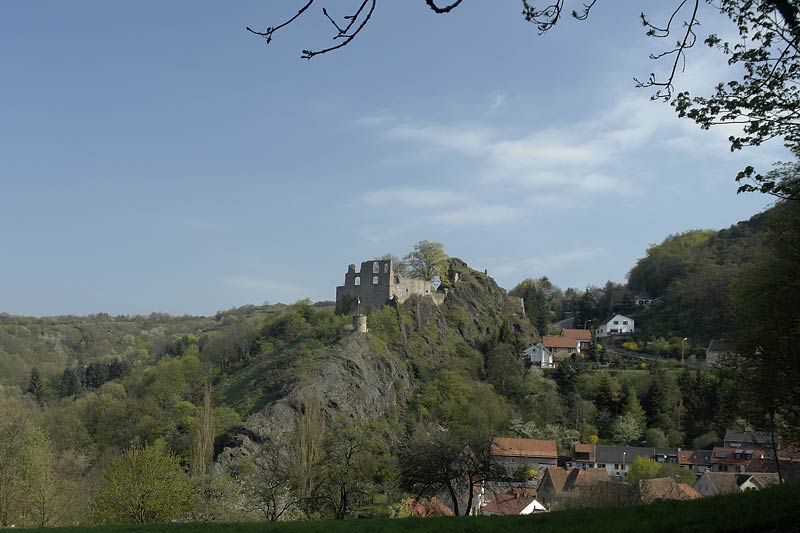
Burg Falkenstein (Pfalz)

Wirich V. von Daun-Oberstein († 1546), ein Sohn des Melchior von Daun-Oberstein sowie Neffe des Kölner Erzbischofs Philipp von Daun-Oberstein, machte sich zu Beginn des 16. Jahrhunderts einen Namen als Diplomat und militärischer Befehlshaber. Wirichs Ehefrau Irmgard von Sayn erbte von ihrem Adoptivvater Graf Johann von Limburg-Broich einen großen Anteil an der Grafschaft Limburg mit Schloss Hohenlimburg sowie weitere Herrschaften und Güter im Rhein- und Ruhrgebiet, darunter die Herrschaften Linnep, Broich und Bürgel, wodurch neben Oberstein und Falkenstein ein zweiter Besitzschwerpunkt im Rhein- und Ruhrgebiet entstand. Wirich war daher Herr zu Daun, zu Falkenstein, Oberstein, Linnep, Broich und Bürgel und besaß große Anteile an der Grafschaft Limburg. Kaiser Maximilian I. erhob 1518 Wirichs Herrschaft Falkenstein zur Grafschaft, worauf sie sich noch mehr zum Zentrum seines Macht- und Einflussbereiches entwickeln konnte. Während die Grafschaft Falkenstein vom Herzogtum Lothringen zu Lehen ging, war die Grafschaft Limburg ein Lehen des Herzogtums Berg, beide waren also nicht reichsunmittelbar.
1542 gab Wirich seiner Tochter Amöna, die den Grafen Gumbrecht von Neuenahr ehelichte, zur Aussteuer die von ihrer Mutter herrührende Grafschaft Limburg. 1546 ließ Wirich seine Familie nach Falkenstein kommen, um sein Erbe zu regeln. Am 8. Mai wurde ein Vertrag aufgesetzt, in dem sein Sohn Johann († 1579) die Grafschaft Falkenstein erben sollte und Philipp II. († 1554) bzw. Sebastian († 1576) die Herrschaften Oberstein, Broich und Bürgel. Der Güterbesitz wurde dadurch zersplittert und konnte erst 1636 wieder in einer Hand vereinigt werden, als Wilhelm Wirich aus der Linie Broich durch das Testament seines Onkels 3. Grades, Franz Christoph aus der Linie Oberstein, die Grafschaft Falkenstein zugesprochen erhielt. 1667 verkaufte Wilhelm Wirich von Daun-Falkenstein die mittlerweile verarmte Grafschaft Falkenstein an Herzog Karl IV. von Lothringen. Die Grafschaft Falkenstein gelangte über Karl IV. von Lothringen und Franz Stephan von Lothringen durch seine Heirat 1736 mit Maria Theresia schließlich an das österreichische Kaiserhaus Habsburg-Lothringen. Seit 1782 wurde sie als Oberamt Winnweiler von der vorderösterreichischen Regierung in Freiburg im Breisgau verwaltet.

## Übersicht
- Wirich V. († 1546), Herr zu Daun, Falkenstein, Oberstein, Linnep, Broich, Bürgel und Limburg. 1546 teilte er seinen Besitz unter seine weltlichen Söhne. Ein Los fiel Johann zu, das andere Los sollte der geistliche Sohn Philipp für den jüngsten Sohn Sebastian verwalten. Als Philipp dann heiratete und seine beiden Kinder legitimieren ließ, wurde 1554 ein neuer Vergleich zwischen den drei Brüdern notwendig, die nun jeder einen Teil erhielten und die drei Linien Falkenstein, Broich und Oberstein begründeten.

### Linie Falkenstein

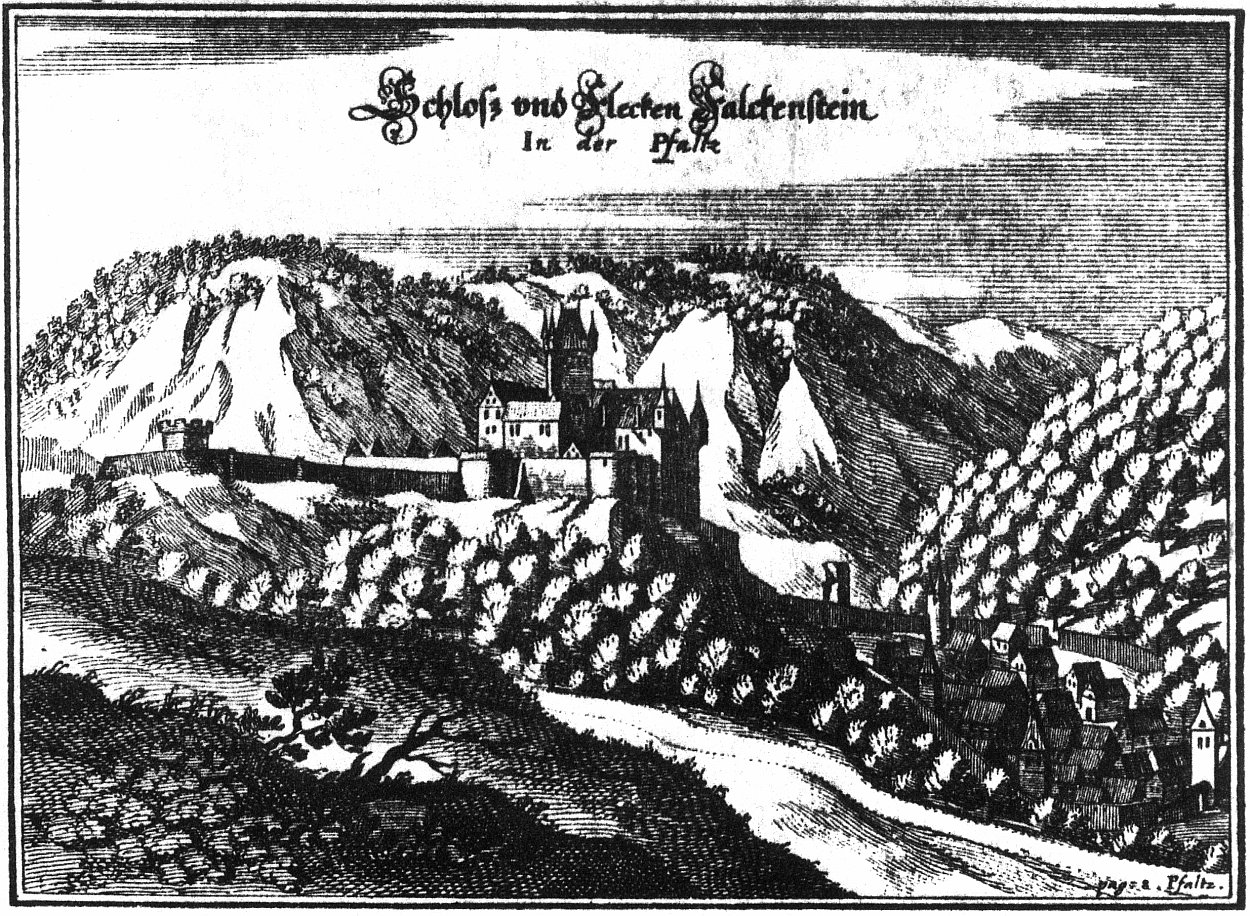
Burg Falkenstein im 17. Jh.

Erhielt 1546 die Grafschaft Falkenstein, dazu die Herrschaften Neuenbaumburg, Wilenstein und Stolzenberg.
- Johann († 1579)
- Sebastian († um 1615), starb kinderlos
- Emich († 1628), starb kinderlos, vermachte Falkenstein seinen Verwandten aus der Linie Oberstein. Das Testament wurde von den Söhnen seiner Schwester Sidonia, Johann Kasimir und Sten Löwenhaupt, Grafen von Rasseburg, angefochten, die 1629 von Lothringen (gegen die Linie Oberstein) wirklich mit Falkenstein belehnt wurden. Der Entscheid wurde von Lothringen 1646 und 1652 (gegen die Linie Broich) bestätigt.[1]

### Linie Broich

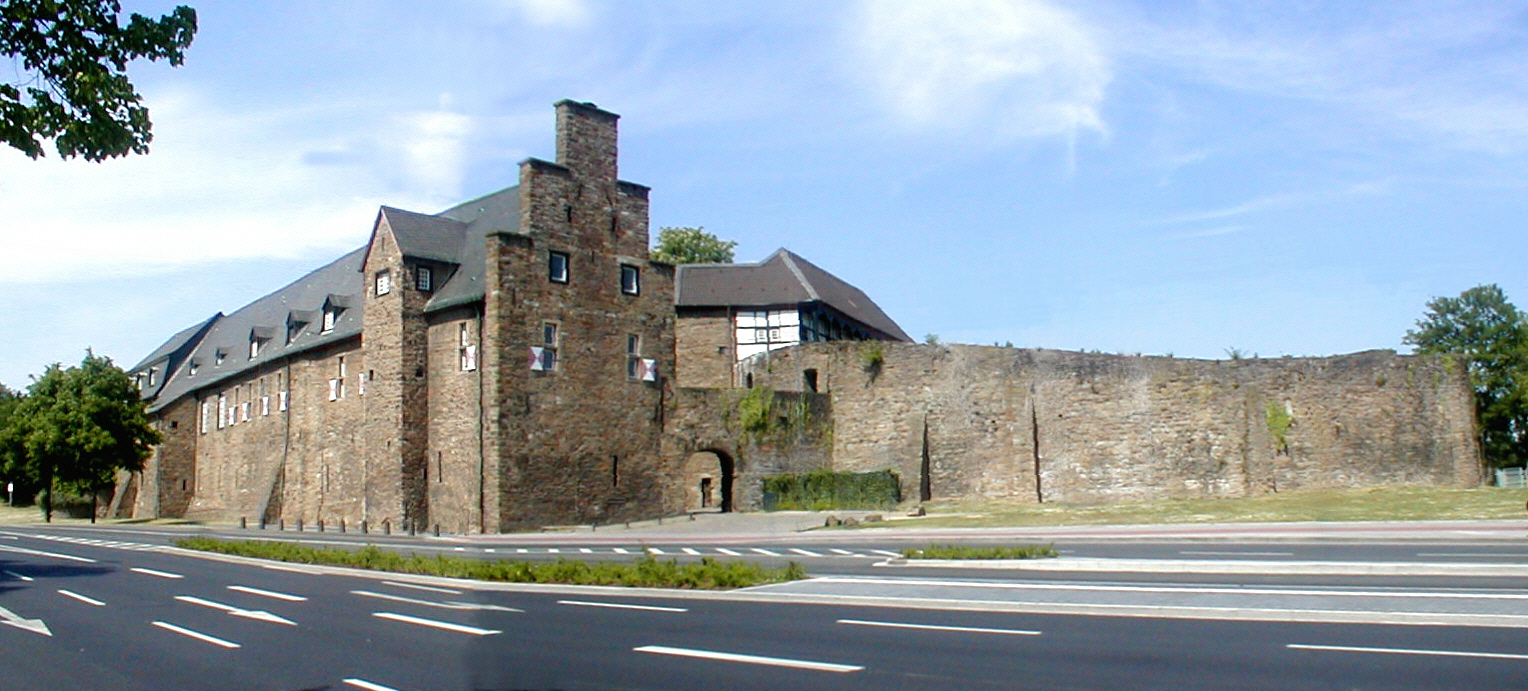
Schloss Broich in Broich (Mülheim an der Ruhr), Sitz der Herrschaft Broich

Erhielt 1546 die Herrschaften Oberstein, Broich und Bürgel, behielt im Vergleich 1554 Broich und Bürgel.
- Philipp II. († 1554), Herr von Oberstein, Broich und Bürgel; sein Besitz fiel 1554 an
- Wirich VI. († 1598), Herr von Broich und Bürgel; sein Besitz fiel 1598 an
- Johann Adolf († 1623), Herr von Broich und Bürgel; sein Besitz fiel 1623 an
- Wilhelm Wirich († 1682), starb ohne männlichen Erben, erbte 1633 nach dem Tode Lothars die Herrschaft Oberstein und wurde 1636 nach dem Tode Franz Christophs nominell Inhaber der Grafschaft Falkenstein, nahm 1654 Falkenstein in Besitz, verlor es 1659 wieder an die Grafen Löwenhaupt und Manderscheid und verkaufte 1660 seine Ansprüche auf Falkenstein in einem geheimen Vertrag an den Oberlehnsherren Herzog Karl IV. von Lothringen, erhielt daraufhin 1663 Falkenstein und verkaufte es 1667 nun öffentlich an Herzog Karl IV. von Lothringen, ebenso Wilenstein und Stolzenberg.[1]

### Linie Oberstein

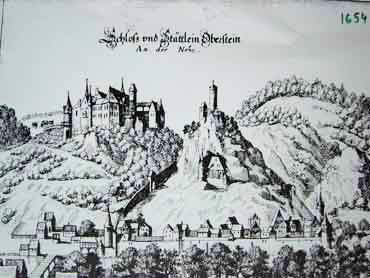
Oberstein mit Schloss Oberstein und Burg Bosselstein bei Matthäus Merian

Erhielt 1546 die Anwartschaft auf die Herrschaften Oberstein, Broich und Bürgel, erhielt im Vergleich 1554 Oberstein, klagte von 1559 bis 1628 vor dem Reichskammergericht (gegen die Linie Broich) auf Herausgabe von Broich und Bürgel.
- Sebastian († 1576)
- Philipp Franz († 1616)
- Franz Christoph († 1636), blieb unvermählt
- Lothar († 1633), blieb unvermählt

## Belege
1. 1 2 3 4 5 6 7  August Heintz: Einige Blätter aus der Geschichte der Grafschaft Falkenstein am Donnersberge. In: Mitteilungen des historischen Vereins der Pfalz, Band 7, Speyer 1878, S. 17–42